# Bataille de Jianwei
 (mai 2012).
Si vous disposez d'ouvrages ou d'articles de référence ou si vous connaissez des sites web de qualité traitant du thème abordé ici, merci de compléter l'article en donnant les références utiles à sa vérifiabilité et en les liant à la section « Notes et références ».
Batailles
Bataille de Xincheng - Révolte de Tianshui - Bataille de Jieting - Siège de Chencang - Bataille de Jianwei - Bataille du mont Qi - Bataille des plaines de Wuzhang
La bataille de Jianwei est un affrontement entre le Shu et le Wei, qui a lieu en Chine, durant la période des trois royaumes. L'enjeu de cette bataille est le contrôle des districts de Wudu et Yinping. Ces districts étaient pauvres et dépeuplés depuis bien des années, lorsque Cao Cao avait donné l'ordre de déplacer leurs populations et leurs richesses. Néanmoins, ces territoires étaient vus par le Shu comme des points stratégiques, pouvant ouvrir ou verrouiller une voie d'invasion vers les plaines centrales et la capitale du Wei.

## Déroulement de la bataille
En 229 après J.C, Chen Shi, un général du Shu vétéran de nombreuses campagnes, est choisi par Zhuge Liang pour prendre la tête d'une armée et envahir Wudu et Yinping. Pendant ce temps, Zhuge reste en arrière à Yangpingguan, avec une armée prête à intervenir en renfort.
Dès que le Wei commence à mobiliser ses troupes, Zhuge Liang fait mouvement en direction de Jianwei, qui est situé au Nord-ouest de Wudu. Dans un premier temps Guo Huai, le général du Wei chargé de la défense de la région, pensait attaquer Chen Shi, afin d'éviter la perte de Wudu et Yinping. Finalement, il préfère évacuer la zone et se mettre en position défensive, pour éviter que Zhuge Liang coupe ses lignes d'approvisionnement et l'encercle. Il juge préférable de bloquer toute progression ultérieure des troupes du Shu, plutôt que de risquer de perdre son armée à défendre une zone vide.
De son côté Zhuge Liang décide d’arrêter sa progression après la prise de Jianwei. Il fait stationner ses troupes sur place, en attendant l'arrivée des renforts du Wei. Malgré la capture de Wudu et Yinping par les troupes du Shu, ces renforts n’arrivèrent jamais. En effet  Cao Rui, l'empereur du Wei, juge que ces deux districts ont un intérêt stratégique trop faible pour justifier l'envoi de troupes.
Après avoir attendu en vain, Zhuge Liang constate que l'occupation de ces deux districts, vides de vivres et de population, est une erreur stratégique et que leur possession est loin de compenser le coût en vies humaines de l'expédition. Voyant les vivres s'épuiser, il ordonne une retraite des troupes du Shu jusqu'à Hanzhong, où il fait construire des défenses.

## Conséquences de la bataille
La bataille de Jianwei fut une victoire sans lendemain, dont le seul effet fut d'épuiser les forces de la troisième expédition nordique de Zhuge Liang. Les troupes du Shu passèrent le reste de l'année 229 et le début de l'année 230 à fortifier Hanzhong, afin de contrer une offensive du Wei prévue pour l'automne. L'armée du Shu ne retrouva assez de forces pour attaquer le Wei qu'en 231, lors de la quatrième expédition nordique.
Malgré l'absence d'importance stratégique des deux districts; Liu Shan, l'empereur du Shu, rendit à Zhuge Liang son poste de premier ministre comme récompense pour la capture de Wudu et Yinping.